# 담양군의회
담양군의회는 전라남도 담양군 지역을 관할하는 기초의회이다.